# Basonia
Basonia – wieś w Polsce położona w województwie lubelskim, w powiecie opolskim, w gminie Józefów nad Wisłą.
Wieś jest sołectwem w gminie Józefów nad Wisłą. Według Narodowego Spisu Powszechnego z roku 2011 wieś liczyła 212 mieszkańców.

## Historia

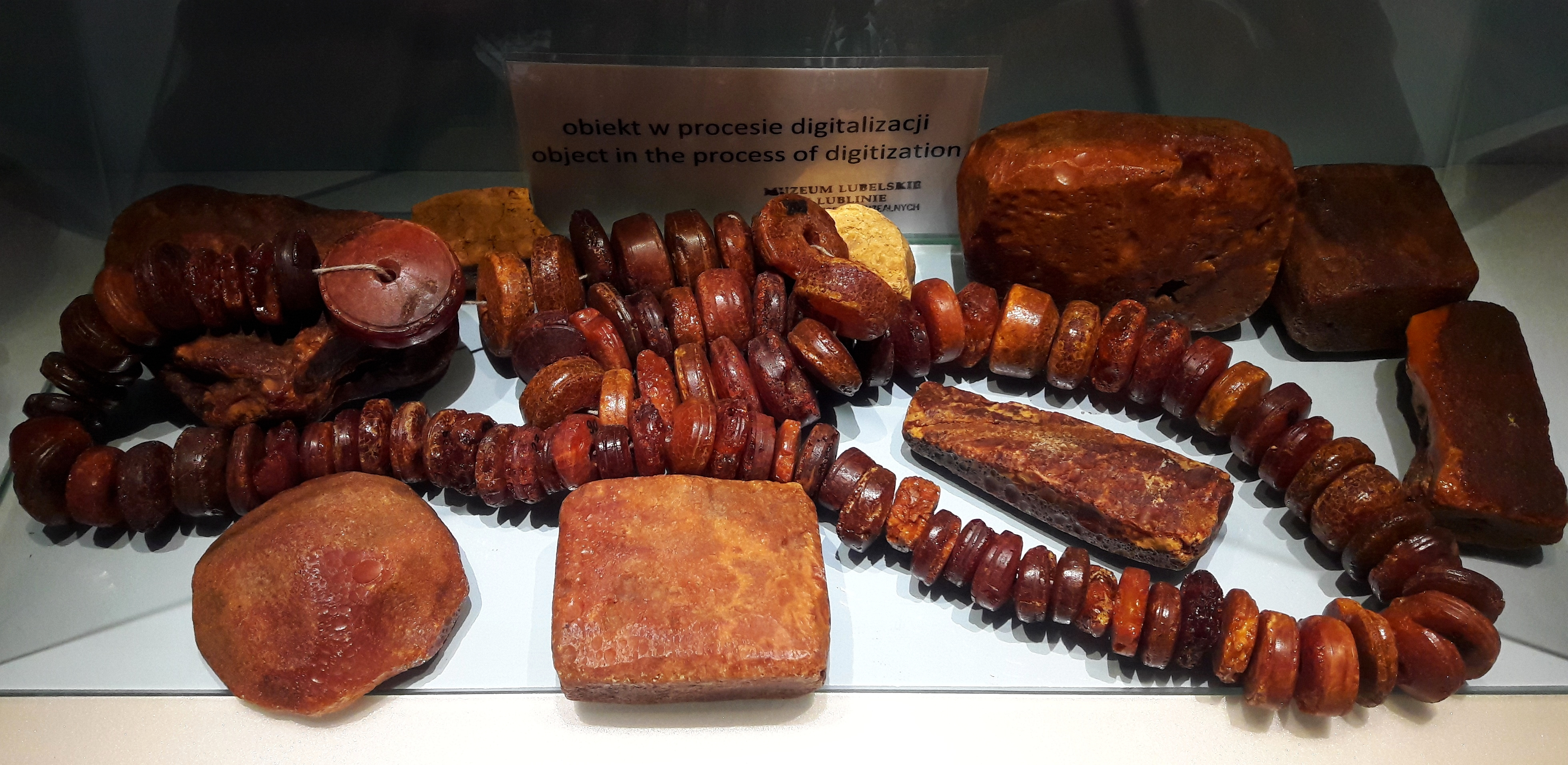
Skarb bursztynu z Basoni, Muzeum Narodowe w Lublinie

W sąsiedztwie wsi położonej nad Wisłą odkopano wielki skarb bursztynu pochodzący z V wieku, składał się z około 200 kg surowca i trzydziestu kg paciorków. Ocalała część skarbu przechowywana jest w m.in. w zasobach Muzeum Archeologicznego w Warszawie.
3 maja 1943 Niemcy wymordowali całą rodzinę Sobków. Śmierć poniosło 7 osób.
W latach 1975–1998 miejscowość administracyjnie należała do ówczesnego województwa lubelskiego.
Wieś znana z tradycji szkutniczych – budowy drewnianych kryp do przewozu bydła. W 2008 r. Fundacja "Ja Wisła", odtwarzając dawne tradycje, zbudowała w Basoni drewnianą krypę.